# إلياس وميس
الياس وميس (بالإنجليزية: Elias Loomis) (و. 1811 – 1889 م) هو رياضياتي، وعالم فلك من الولايات المتحدة الأمريكية. كان عضوًا في الأكاديمية الأمريكية للفنون والعلوم.
توفي في نيو هيفن، كونيتيكت، عن عمر يناهز 78 عاماً.

## التعليم
تعلم في جامعة ييل.

## روابط خارجية
- إلياس وميس على موقع الموسوعة البريطانية (الإنجليزية)